# Anonychia strebla
Anonychia strebla är en fjärilsart som beskrevs av Louis Beethoven Prout 1926. Anonychia strebla ingår i släktet Anonychia och familjen mätare. Inga underarter finns listade i Catalogue of Life.